# Randy Barnes
Eric Randolph Barnes (Charleston, 16 giugno 1966) è un ex pesista statunitense, ex detentore del record mondiale della specialità, nonché vincitore di due medaglie olimpiche (argento a Seul 1988 e oro ad Atlanta 1996) e due medaglie mondiali (argento a Stoccarda 1993 e bronzo a Göteborg 1995).

## Biografia
Barnes nasce a Charleston ma cresce nelle vicinanze di St. Albans ed inizia a praticare il getto del peso al liceo. Nel 1985 effettua un impressionante lancio di 20,36 m con il peso da 5,44 kg. Dopo aver conseguito il diploma al liceo locale, frequenta la Texas A&M University, dove batte il record della scuola (detenuto da Randy Matson) con un lancio a 21,88 m con il peso regolamentare da 7,26 kg.
Partecipa ai Giochi olimpici di Seul 1988 dove, a soli 22 anni, conquista la medaglia d'argento con un lancio di 22,39 m al sesto turno. La vittoria va al tedesco Ulf Timmermann. Il 20 gennaio 1989 al Sunkist Invitational a Los Angeles realizza il nuovo record mondiale indoor nel getto del peso con la misura di 22,66 m. Il 20 maggio 1990 realizza anche il record outdoor con la misura di 23,12 m (superando il precedente detentore Ulf Timmermann).
Il 7 agosto 1990, dopo una gara a Malmö (Svezia), viene trovato positivo ad un controllo antidoping per steroidi anabolizzanti ed in seguito viene squalificato dalle competizioni per 27 mesi. Nonostante un tentativo di ricorso, la squalifica viene confermata e per questo non può partecipare ai Giochi olimpici di Barcellona 1992.
Ai Giochi olimpici di Atlanta 1996 vince la medaglia d'oro con un lancio di 21,62 m all'ultimo tentativo. Il 25 marzo 1998 viene nuovamente trovato positivo all'androstenedione in un controllo antidoping e per questo squalificato dalle competizioni. Nonostante lui dichiari di non sapere che la sostanza incriminata fosse nell'elenco di quelle vietate, viene bandito a vita dalle competizioni.
Negli anni più recenti diventa un atleta nella specialità del long driving, una specialità il cui scopo è tirare una pallina da golf il più lontano possibile; si qualifica per i campionati mondiali del 2005.

## Palmarès
| Anno | Manifestazione  | Sede      | Evento         | Risultato | Prestazione | Note |
| ---- | --------------- | --------- | -------------- | --------- | ----------- | ---- |
| 1988 | Giochi olimpici | Seul      | Getto del peso | Argento   | 22,39 m     |      |
| 1989 | Mondiali indoor | Budapest  | Getto del peso | Argento   | 21,28 m     |      |
| 1993 | Mondiali        | Stoccarda | Getto del peso | Argento   | 21,80 m     |      |
| 1995 | Mondiali        | Göteborg  | Getto del peso | Bronzo    | 20,41 m     |      |
| 1996 | Giochi olimpici | Atlanta   | Getto del peso | Oro       | 21,62 m     |      |
| 1997 | Mondiali        | Atene     | Getto del peso | 13º (q)   | 19,51 m     |      |